# 阿雷納爾 (約羅省)
阿雷納爾（西班牙語：Arenal），是洪都拉斯的城鎮，位於該國北部，由約羅省負責管轄，始建於1856年，面積169.3平方公里，海拔高度736米，2001年人口4,806，人口密度每平方公里28.39人。
15°21′N 86°50′W / 15.350°N 86.833°W